# ゴードン川

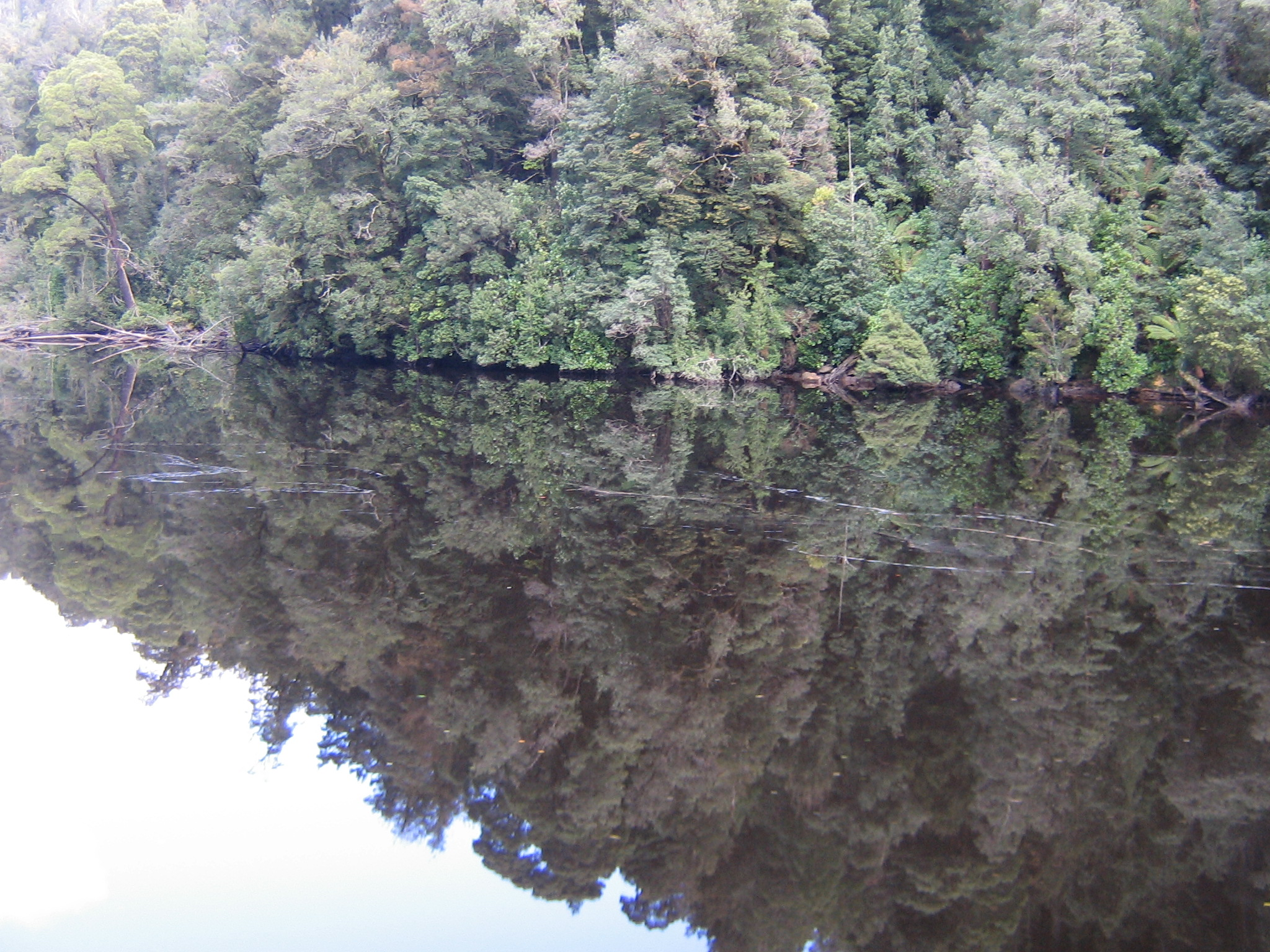
ゴードン川下流

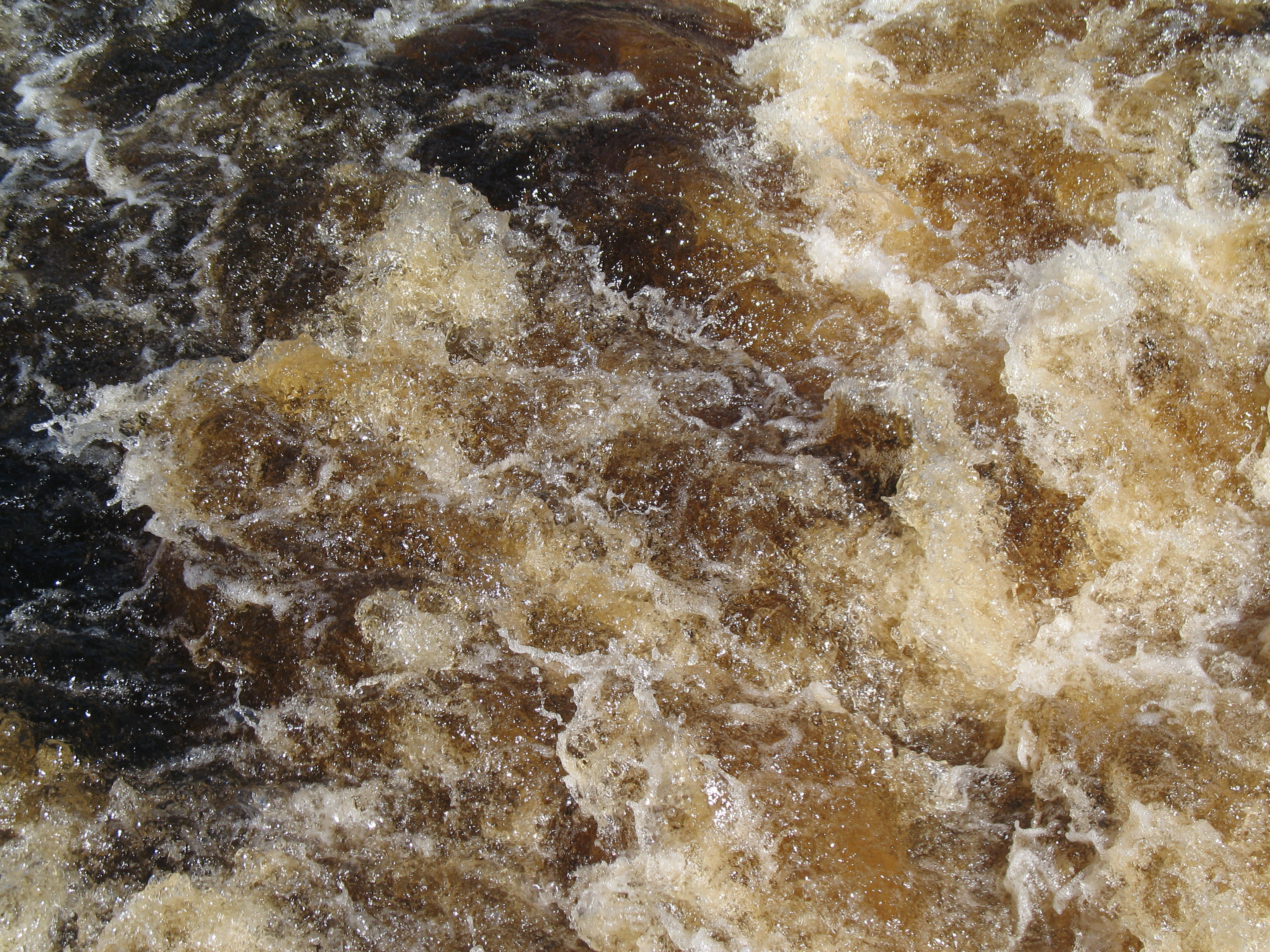
ゴードン川下流の水

ゴードン川（ゴードンがわ、Gordon River）は、オーストラリアのタスマニア州南西部を流れる河川である。全域に渡り、自然保護区を流れる。

## 地理
タスマニア島南西にあるゴードン湖とペッダー湖の2つの大きな湖から北西に流れ、タスマニア島西岸のマッコリー湾に注ぐ。
下流では寒冷熱帯雨林を持つ世界遺産域を流れる。ボタングラスからのタンニンの吸収の為に、薄い紅茶のような色をしているブラックウォーターであるが、一般的なタスマニア西部の川と同様に、水は飲むことが出来る。
水力発電の為、Franklin Dam建設計画が立てられている。

## 支流
- サーパンティーン川
- フランクリン川